# Печенин, Евгений Юрьевич
Евге́ний Ю́рьевич Пече́нин (14 апреля 1984, Пермь) — российский велогонщик, с 2001 года профессионально выступающий в таких дисциплинах как кросс-кантри и велокросс. Чемпион России, призёр многих международных гонок, участник летних Олимпийских игр в Лондоне. На соревнованиях представляет команду Format-Udmurtia и Удмуртскую Республику, мастер спорта.

## Биография
Евгений Печенин родился 14 апреля 1984 года в Перми, однако через пятнадцать лет переехал на постоянное жительство в Ижевск. Поскольку оба его родителя в прошлом тоже были велогонщиками, сын начал активно заниматься велоспортом уже в раннем детстве (впервые сел на велосипед в трёхлетнем возрасте). Проходил подготовку в республиканской специализированной детско-юношеской школе олимпийского резерва «Форвард» и в школе высшего спортивного мастерства, в разное время тренировался под руководством таких специалистов как В. Агафонов, В. Белокрылов, М. Ведерников, Л. Базанов. Состоит в Центральном спортивном клубе Военно-воздушных сил Российской Федерации и в команде Forward-Udmurtia.
Первого серьёзного успеха добился в 2002 году, когда попал в юношескую сборную России и побывал на юниорских чемпионатах Европы и мира по классическому олимпийскому кросс-кантри, где финишировал сорок вторым и тридцать седьмым соответственно. В 2005 году выступил на молодёжном европейском первенстве в Бельгии, став тридцать первым, и на молодёжном мировом первенстве в Италии, заняв в итоговом протоколе шестьдесят девятое место.
В 2006 году Печенин одержал победу на чемпионате России по велокроссу, затем в 2008 году был сорок четвёртым в кросс-кантрийном марафоне в Анталии, тридцатым на чемпионате мира в итальянской коммуне Валь-ди-Соле, шестым в престижной французской гонке L'Hexagonal. Год спустя завоевал серебро в велокроссе на всероссийском первенстве, тогда как на чемпионате Европы в Голландии показал тридцатый результат, а в зачёте L'Hexagonal — седьмой. Ещё через год на чемпионате мира в Канаде, прошедшем на горе святой Анны, стал сороковым в классическом олимпийском кросс-кантри и шестым в командной эстафете, пришёл к финишу двадцать вторым в L'Hexagonal, восьмым в гонке Down Town Paris Montmartre, при этом вновь получил серебряную награду на чемпионате России в велокроссе. На всероссийском первенстве 2011 года трижды побывал на пьедестале почёта, добавил в послужной список серебро гонки с выбыванием и две бронзы — в классическом кросс-кантри и велокроссе. При этом на чемпионате Европы в Словакии финишировал сорок седьмым в классике и седьмым в эстафете, в то время как на чемпионате мира в Швейцарии разместился на шестидесятой строке.
Следующий сезон получился одним из самых успешных в его спортивной карьере, выиграв серебро на чемпионате России по велокроссу, он пять раз получал подиум на различных международных турнирах: стал обладателем Кубка Аданы, Манисы и Финике, занял второе место в гонке Хайфы и третье — на четвёртом этапе Кубка Салкано, взял бронзу на международном турнире в турецком Битлисе. Благодаря череде удачных выступлений удостоился права защищать честь страны на летних Олимпийских играх 2012 года в Лондоне — рассчитывал попасть в двадцатку сильнейших, однако в конечном счёте занял тридцать седьмое место. «Гонка получилась очень тяжёлая, трасса каменистая, „физики“ не хватило. Хоть обошлось и без происшествий, без падений, но всё-таки эта гонка далась мне очень нелегко».
После Олимпиады Печенин остался в основном составе российской национальной сборной и продолжил принимать участие в крупнейших международных соревнованиях. Так, в 2013 году в классическом олимпийском кросс-кантри он занял семьдесят второе место на турнире в итальянском Валь-ди-Соле и восемьдесят восьмое в чешской гонке Nove Mesto Na Morave, в 2014 стал пятьдесят вторым на чемпионате Европы в Германии, получил бронзовую награду в зачёте Кубка России.
Имеет высшее образование, окончил Удмуртский государственный университет. Есть жена Мария, два сына Роман и Назар.